# Мартин Макдона
Мартин Фаранан Макдона (на английски: Martin Faranan McDonagh) е британски и ирландски драматург, сценарист, продуцент и режисьор.

## Биография
Роден е на 26 март 1970 година в Камбъруел, Лондон, в семейството на ирландски родители. През 1992 година родителите му се преместват в Голуей, Ирландия, и оставят Мартин с брат му Джон Майкъл Макдона в Лондон. Мартин Макдона поставя първата си пиеса на сцена през 1996 г. („The Beauty Queen of Leenane“) и печели редица британски награди. Печели „Оскар“ за късометражен филм през 2006 г. („Шест стрелеца“), номиниран е за три други награди „Оскар“, през 2018 г. печели три награди БАФТА от общо четири номинации и два „Златен глобус“ от три номинации за филма си „Три билборда извън града“. Макдона е сред най-популярните живи ирландски драматурзи.

## Творчество

### Пиеси
- Лийнанска трилогия (Leenane trilogy)
  - „Кралицата на красотата от малкия град“ или „Бившата мис на малкия град“ (The Beauty Queen of Leenane, 1996)[7][8]
  - „Черепът на жената на гробаря“ (A Skull in Connemara, 1997)[9]
  - „Самотният запад“ (The Lonesome West, 1997)[10]

- Трилогия за островите Аран (Aran Islands trilogy)
  - „Куцльото от забутания остров“ (The Cripple of Inishmaan, 1997)[11]
  - The Lieutenant of Inishmore (2001)
  - The Banshees of Inisheer (непубликувана)

- „Пухеният“ (The Pillowman, 2003)[12]
- „Ръкомахане в Спокан“ (A Behanding in Spokane, 2010)[13]
- „Палачи“ (Hangmen, 2015)[14]
- A Very Very Very Dark Matter (2018)

### Филми
- „Шест стрелеца“ (Six Shooter, 2004)
- „В Брюж“ (In Bruges, 2008)
- „Седемте психопата“ (Seven Psychopaths, 2012)
- „Три билборда извън града“ (Three Billboards Outside Ebbing, Missouri, 2017)
- „Баншите от Инишерин“ (Banshees of Inisherin, 2022)